# Braquiníneos
Braquiníneos (Brachininae) é uma subfamília de coleópteros da família Carabidae.

## Tribos
- Tribo Brachinini Bonelli, 1810
- Tribo Crepidogastrini Jeannel, 1949